# Secoviridae
Secoviridae es una familia de virus de ARN monocatenario positivo que infectan plantas y son importantes patógenos.
Los miembros de la familia Secoviridae son virus sin envoltura vírica con genomas de ssARN lineal mono o bipartito (ARN-1 y ARN-2) de 9 a 13.7 kilobases en total y tienen un único conjunto de proteínas para la cápside de 52 a 60 kDa. Los viriones son icosaedricos. La replicación se produce en el retículo endoplasmático.
El ARN viral no fraccionado es altamente infeccioso. En el caso de los virus con un genoma bipartito, ninguna de las especies de ARN puede infectar a las plantas de forma sistémica. El ARN-1 lleva toda la información requerida para la replicación y puede replicarse en células individuales en ausencia de ARN-2, aunque no se producen partículas virales (como se demostró para los comovirus y nepovirus).
Las proteínas virales generalmente se expresan como poliproteínas grandes, que son escindidas por proteinasas similares a 3C. Cada ARN generalmente codifica una sola poliproteína. Una excepción notable es el ARN-2 de los torradovirus, que contiene dos ORF. Otra excepción es el ARN-2 de los comovirus. Aunque está presente un solo ORF grande, la iniciación interna en un segundo AUG permite la formación de dos poliproteínas distintas. En algunos casos, se encuentran regiones extensas de identidad de secuencia entre ARN-1 y ARN-2 en las regiones no traducidas.

## Taxonomía
Incluye las siguientes subfamilias y géneros:
- Cheravirus
- Sadwavirus
- Torradovirus
- Subfamilia Comovirinae
  - Comovirus
  - Fabavirus
  - Nepovirus
- Subfamilia Sequivirinae
  - Sequivirus
  - Waikavirus